# Ponda
Ponda è una città dell'India di 17.688 abitanti, situata nel distretto di Goa Nord, nello territorio federato di Goa. In base al numero di abitanti la città rientra nella classe IV (da 10.000 a 19.999 persone).

## Geografia fisica
La città è situata a 15° 24' 0 N e 74° 1' 0 E e ha un'altitudine di 41 m s.l.m..

## Società

### Evoluzione demografica
Al censimento del 2001 la popolazione di Ponda assommava a 17.688 persone, delle quali 9.167 maschi e 8.521 femmine. I bambini di età inferiore o uguale ai sei anni assommavano a 1.878, dei quali 996 maschi e 882 femmine. Infine, coloro che erano in grado di saper almeno leggere e scrivere erano 14.527, dei quali 7.737 maschi e 6.790 femmine.